# Aixanti

Bandera del poble Aixanti

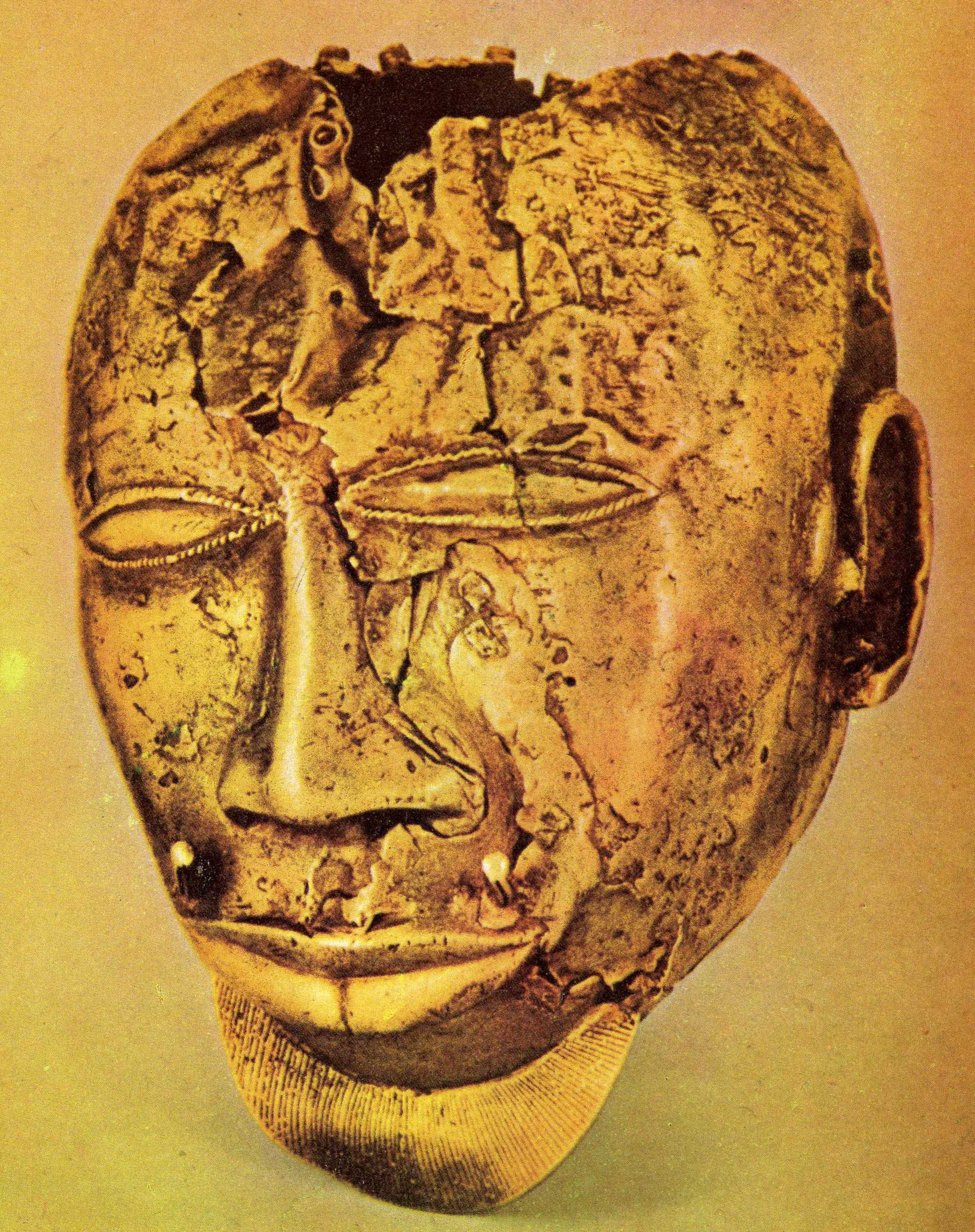
Màscara d'or. Art aixanti.

Els aixanti o ashanti (també asante) són un grup ètnic de l'Àfrica que parla l'aixanti, un dialecte àkan. En l'actualitat són uns 7.000.000 de persones (el 19% de la població de l'actual Ghana).

## Geografia
El país és una planúria fèrtil i rica en boscos, que s'aixeca amb terrasses vers el nord i esta regada pels rius Pra, Ofe i Dra. Els turons d'Audasi al sud i d'Aduarikenne al nord, són de poca elevació.
El clima és temperat. Les pluges són presents des de finals de maig fins a l'octubre. Els boscos contenen palmeres, arbres de la goma, cotoners, espècies tintorers i d'essència de luxe. Es cultiven els igname, la durra (sorgo bicolor), blat de moro, arròs, tabac i carbasses.
Entre els animals salvatges s'hi troben l'elefant, el búfal, l'antílop, el mico, el lleó, el lleopard i al xacal. S'hi troben tota classe de rèptils, des de la colobra domèstica fins a la Boa constrictor. La ramaderia a uns pocs bous i ovelles. Els gossos que són petaners i muts anomenats de Guinea, es conserven a causa de la caça. La seva carn es considera una menja deliciosa. Les aus domèstiques abunden en totes les localitats, els aixanti són negres del Sudan que parlen la llengua xi i en el passat es distingien com a tintorers, terrissaires, fusters, estorers i artesans de l'or.

## Situació geogràfica i demografia
Segons el joshuaproject, hi ha el següent nombre d'aixantis:
- Canadà - 1.300 aixanti-twis
- Costa d'Ivori - 310.000 aixanti-twis
- Dinamarca - 1.800 aixanti-twis
- Ghana - 3.820.000 aixanti-twis
- Libèria - 47.000 aixanti-twis
- Països Baixos - 18.000 aixanti-twis
- Noruega - 1.800 aixanti-twis
- Togo - 72.000 aixanti-twis
- Regne Unit - 25.000 aixanti-twis
- Estats Units - 75.000 aixanti-twis

### Aixantis a Costa d'Ivori
Els 318.000 aixantis de Costa d'Ivori viuen a l'est del país, a la zona que envolta la ciutat d'Abengourou, a les regions d'Indénié Djuablin i de Comoé Meridional, entre Apromponou (al nord) i Ayamé, al sud.

### Aixantis a Ghana
La majoria dels 4.240.000 aixantis ghanesos tenen el seu territori a gairebé la totalitat de la regió Aixanti i a les zones limítrofes de les regions veïnes.

### Aixantis a Libèria
Els 47.500 aixantis liberians viuen a la capital, Monròvia, i les zones veïnes.

### Aixantis a Togo
Els 72.000 aixantis togolesos viuen a la zona de la capital, Lomé.

## Govern
La Constitució del regne aixanti era monàrquic-aristocràtica. El rei estava assistit d'una assemblea, sense el qual consell, tant en la pau com en la guerra, no podia prendre cap decisió. Els grans, designats amb el nom portuguès corromput de cabosir, tenien una part en els tributs, i més d'una vegada havien destronat als reis. El regne aixanti més que un estat unitari venia a ser una federació de països més o menys independents amb els seus propis prínceps i les seves constitucions especials, estant sotmesos a un tribut i servei de guerra comú.
La poligàmia, estesa arreu del país arribava al seu major grau en el rei, que tingué 3.333 mullers, nombre que devia estar sempre complet per la seva significació cabalística. L'Estat se sostenia gràcies als abundants ingressos que representava la tracta. La supressió d'aquesta fou reemplaçada per matances sistemàtiques dels propietaris de terres veïnes. Totes aquestes restes de barbàrie acabaren des de la guerra amb els anglesos en què els aixanti foren vençuts. La religió dominant és el fetitxisme, per més que les missions protestants facin progressos. La capital és Kumasi.

## Història

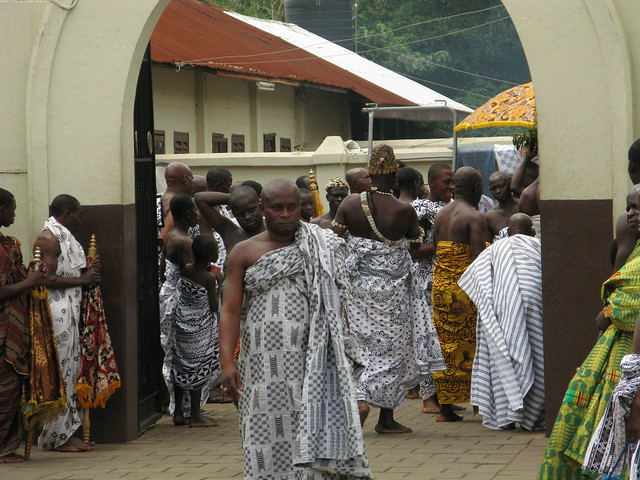
Festival Akwasidae al Palau Manhyia el 2009.

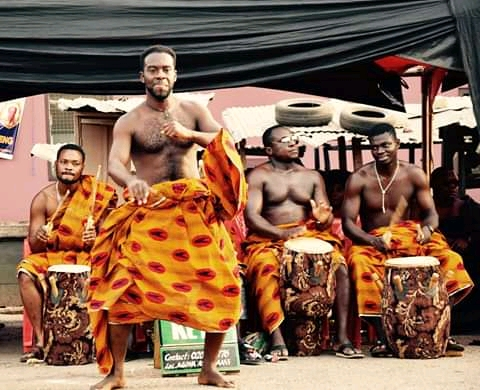
Un funeral Ashanti el 2020.

Abans de la colonització europea, la Confederació Aixanti fou un dels estats més importants a l'oest d'Àfrica, principalment de 1570 a 1900. La seva riquesa es basava en els seus dipòsits d'or, que els donà fama de bons metal·lúrgics. Eren una ponderosa tribu matrilinial.
De fet, Aixanti fou un dels pocs estats africans estables i capaços d'oferir una seriosa resistència a la colonització europea. Entre 1826 i 1896, Gran Bretanya lliurà quatre guerres contra els reis Aixanti (les Guerres Angloaixanti), una de les quals fou notable com a la primera en què es va usar el canó Maxim.
El fundador del regne aixanti passa per ser Osei Tutu, que el 1719 va vèncer el rei Denkjera, tot i els seus canons holandesos, i establí en els seus dominis conquistats la ciutat de Kumasi. El 1807 foren vençudes les tribus veïnes dels fanti per Osei Kunmeen, que els conquerí el litoral. La prohibició del comerç d'esclaus per part dels anglesos els convertí en enemics irreconciliables, i atacà el governador de Sierra Leone el 1824.
Sota els seus caps successius (anomenats "Asantehenes"), el regne va participar en el comerç d'esclaus africans (esclavatge). Els aixanti capturaren gent de les regions dels voltants i els van vendre als esclavistes europeus. El 1827, la Confederació Aixanti va prohibir el comerç d'esclaus, tot i que no cessar definitivament fins a mitjans del segle xix.
El 1863 es renovaren les hostilitats amb mala sort pels anglesos, que només assoliren aïllar als aixanti de la costa. Quan Kosi Karikari manifestà les seves pretensions vers Axim i Elmina revoltant els fanti, els aixanti foren foragitats més enllà del Pra (1873). L'any següent el coronel Wolseley entra a Kumasi, i Kosi Karikari, anomenat també a Kolkalli, hagué de pagar 50.000 unces d'or com a indemnització de guerra i es veié obligat a evacuar tots els punts de la costa, a més de comprometre's a abolir els sacrificis humans.
El 1894 es deposà al cap proclamat rei i des de llavors el regne d'Aixanti restà sota l'administració britànica. El 1900, els britànics subjugaren definitivament el regne i el rebatejaren com a Costa d'Or. Una figura important en la història aixanti fou Yaa Asantewaa, una líder de la resistència contra el colonialisme britànic el 1896.
Una particularitat important aixanti era el tron reial totalment daurat. Era tan sagrat que ningú no hi podia seure o tocar-lo. El 1900 el governador britànic de Costa d'Or, Frederick Hodgson, intentà endur-se el tron daurat, tot provocant un aixecament dels nadius que els britànics trigaren dos mesos a reprimir.
El territori ocupat pel Regne d'Aixanti ara forma part de Ghana. La corona aixanti, hereditària, continua tenant un fort prestigi entre els nadius tot i no tenir cap autoritat efectiva.

## Kwasi Boachi
El 1837 l'Asantahene Kwaku Dua I Panyin envià dos prínceps al rei Guillem I dels Països Baixos com a convidades de la família reial neerlandesa: el seu fill Kwasi Boachi i el seu nebot. Llurs vides foren narrades a la novel·la Els dos cors de Kwasi Boachi de l'escriptor neerlandès Arthur Japin.